# Лалла Хадиджа
Лалла Хадиджа (араб. للا خديجة‎; род. 28 февраля 2007, Рабат) — марокканская принцесса, дочь короля Мухаммеда VI и королевы Лаллы Сальмы.

## Биография
Родилась 28 февраля 2007 года в семье короля Марокко Мухаммеда VI и королевы Лаллы Сальмы. У неё есть старший брат, кронпринц Мулай Хасан (род. 2003). Получила начальное образование в дворцовой школе.
Принцесса владеет арабским, испанским, английским и французским языками, также она любит играть на гитаре и увлекается танцами.
Принцесса вместе с родителями и старшим братом участвует в официальных мероприятиях.